# Landkreis Frankenthal (Pfalz)
Der Landkreis Frankenthal (Pfalz) war von 1818 bis 1969 ein Landkreis im Nordosten der Pfalz (Rheinland-Pfalz).

## Geographie
Der Landkreis grenzte Anfang 1969 im Uhrzeigersinn im Norden beginnend an den Landkreis und die kreisfreie Stadt Worms (beide in Rheinland-Pfalz), an den  Landkreis Bergstraße (in Hessen), an die kreisfreie Stadt Frankenthal (Pfalz), an den Stadtkreis Mannheim (in Baden-Württemberg) sowie an die Landkreise Ludwigshafen am Rhein, Kaiserslautern und Kirchheimbolanden (alle wiederum in Rheinland-Pfalz).

## Geschichte
1818 wurde der spätere Kreis durch organisatorische Zusammenfassung der Kantone Frankenthal und Grünstadt als Landkommissariat Frankenthal des Königreichs Bayern gebildet. 1862 wurde die Bezeichnung in „Bezirksamt“ geändert.
1919 übernahm das Bezirksamt die Selbstverwaltungsaufgaben, die bisher die in den ehemaligen Kantonen eingerichteten Distriktsgemeinden Frankenthal und Grünstadt innehatten. Am 1. März 1920 wurde die Stadt Frankenthal als kreisunmittelbare Stadt, ab 1935 Stadtkreis genannt, aus dem Bezirksamt ausgegliedert.
1938 verlor das Bezirksamt die Gemeinde Oppau (einschließlich des 1928 eingemeindeten Edigheim) durch Eingemeindung in die Stadt Ludwigshafen. 1939 wurde das Bezirksamt wie alle bayerischen Bezirksämter in Landkreis umbenannt. Die Kreisverwaltung, die damals Landratsamt hieß, hatte ihren Sitz in der bis heute kreisfreien Stadt Frankenthal (Pfalz).
Nach dem Zweiten Weltkrieg wurde der Landkreis Teil der französischen Besatzungszone. Die Errichtung des Landes Rheinland-Pfalz wurde am 30. August 1946 als letztes Land in den westlichen Besatzungszonen durch die Verordnung Nr. 57 der französischen Militärregierung unter General Marie-Pierre Kœnig angeordnet. Es wurde zunächst als „rhein-pfälzisches Land“ bzw. als „Land Rheinpfalz“ bezeichnet; der Name Rheinland-Pfalz wurde erst mit der Verfassung vom 18. Mai 1947 festgelegt.
Am 7. Juni 1969 wurde der Landkreis im Zuge der rheinland-pfälzischen Verwaltungsreform aufgelöst:
- Die Gemeinde Eppstein wurde in die kreisfreie Stadt Frankenthal eingemeindet.
- Die Gemeinden Beindersheim, Bobenheim am Rhein, Großniedesheim, Heßheim, Heuchelheim bei Frankenthal, Kleinniedesheim, Lambsheim, Maxdorf und Roxheim aus dem Osten des Landkreises kamen zum Landkreis Ludwigshafen, dem heutigen Rhein-Pfalz-Kreis.
- Der westliche Teil des Landkreises mit allen übrigen Gemeinden wurde dem neuen Landkreis Bad Dürkheim zugeschlagen.

## Einwohnerentwicklung
| Jahr | Einwohner | Quelle |
| ---- | --------- | ------ |
| 1864 | 45.281    | [ 9 ]  |
| 1885 | 50.364    | [ 10 ] |
| 1900 | 60.734    | [ 11 ] |
| 1910 | 67.658    | [ 11 ] |
| 1925 | 51.609    | [ 11 ] |
| 1939 | 44.131    | [ 11 ] |
| 1950 | 50.677    | [ 11 ] |
| 1960 | 56.100    | [ 11 ] |
| 1968 | 62.687    |        |

## Bezirksamtmänner (bis 1938) und Landräte (ab 1939)
- 1893–1918 Philipp Fischer
- 1918–1921 Adolf Lieb
- 1921–1925 Markus von Welser
- 1926–1927 Richard Schöpper
- 1929 vakant
- 1930–1933 Jakob Born
- April 1933 Otto Bühler
- Mai 1933–1945 Karl Bernpointner
- Werner Spiess aus Kleinkarlbach, ab 29. April 1945 von den Amerikanern eingesetzt.
- 1948–1951: Ernst Roth (SPD)
- Philipp Kranz aus Grünstadt war Stellvertreter des Landrates und kommissarisch Landrat nach dem Tode von Ernst Roth.
- Rudolf Hammer, zuvor Landrat des Landkreises Ludwigshafen am Rhein, Mitglied der SPD, wurde am 24. September 1951 vertretungsweise eingesetzt und am 1. April 1953 endgültig zum Landrat des Landkreises Frankenthal (Pfalz) ernannt. Er blieb es bis zur Auflösung dieses Landkreises.

## Gemeinden
Zum Zeitpunkt seiner Auflösung gehörten dem Landkreis eine Stadt und 37 Ortsgemeinden an:
- Albsheim an der Eis
- Altleiningen
- Asselheim
- Battenberg
- Beindersheim
- Bissersheim
- Bobenheim am Rhein
- Bockenheim (1956 entstanden aus Groß- und Kleinbockenheim)
- Carlsberg
- Colgenstein-Heidesheim
- Dirmstein
- Ebertsheim
- Eppstein
- Gerolsheim
- Großkarlbach
- Großniedesheim
- Grünstadt, Stadt
- Hertlingshausen
- Heßheim
- Hettenleidelheim
- Heuchelheim bei Frankenthal
- Kindenheim
- Kirchheim an der Weinstraße
- Kleinkarlbach
- Kleinniedesheim
- Lambsheim
- Laumersheim
- Maxdorf (bis 1952 Ortsteil von Lambsheim)
- Mertesheim
- Mühlheim an der Eis
- Neuleiningen
- Obersülzen
- Obrigheim
- Quirnheim
- Roxheim
- Sausenheim
- Tiefenthal
- Wattenheim

Vor 1969 aufgelöste Gemeinden:
- Edigheim, am 1. April 1928 zu Oppau
- Flomersheim, 1919 zu Frankenthal
- Großbockenheim und Kleinbockenheim, 1956 zur Gemeinde Bockenheim zusammengeschlossen
- Mörsch, 1919 zu Frankenthal
- Oppau, am 1. April 1938 zu Ludwigshafen
- Studernheim, 1919 zu Frankenthal

## Kfz-Kennzeichen
Am 1. Juli 1956 wurde dem Landkreis bei der Einführung der bis heute gültigen Kfz-Kennzeichen das Unterscheidungszeichen FT zugewiesen. Es wird in der kreisfreien Stadt Frankenthal durchgängig bis heute ausgegeben.

## Initiativen für einen Landkreis Frankenthal-Grünstadt
In den 1960er Jahren waren die Interessengemeinschaft Grünstadt; vorrangig bestehend aus Vertretern der örtlichen Wirtschaft und des Einzelhandels und ein personell ähnlich aufgestelltes Bürgerkomitee zur Erhaltung des erweiterten Landkreises Frankenthal-Grünstadt gegen die Auflösung des Landkreises Frankenthal aktiv.
Statt einer Aufteilung des Landkreises sollte dieser um den Raum Eisenberg erweitert und mit Sitzverlegung nach Grünstadt zum Landkreis Grünstadt werden.
Neben Gewerbetreibenden waren im Bürgerkomitee auch Lokalpolitiker aus Gemeinden um Grünstadt aktiv, welche eine Randlage im geplanten Landkreis Bad Dürkheim fürchteten, während ein Landratsamt in Grünstadt eine deutliche Aufwertung des Gebietes brächte.
Am 11. Juni 1968 organisierte das Bürgerkomitee eine Kundgebung in Grünstadt. Die erwarteten 200 Teilnehmer wurden um das Zehnfache übertroffen. Die Kundgebung war pfalzweit die größte Aktion gegen die geplante Verwaltungsreform.